# Wybory parlamentarne w Rosji w 1999 roku
Wybory parlamentarne w Rosji w 1999 roku odbyły się 19 grudnia 1999. Do zdobycia było 450 miejsc w rosyjskiej niższej izbie parlamentu Dumie Państwowej.
Aby zapewnić odpowiednią liczbę partii na listach wyborczych, każda partia musiała zarejestrować chęć wzięcia udziału w wyborach przynajmniej rok przed wyborami. Alternatywnie partia, która zgłosiła się po wyznaczonym czasie, musiała przedstawić 200 000 podpisów oraz zapłacić dwa miliony rubli zwrotnego depozytu w razie nieuzyskania 3% poparcia. Kandydaci niezależni, którzy zgłosili chęć wzięcia udziału w wyborach po wygaśnięciu terminu zgłoszeń, musieli zapłacić 83 490 rubli zwrotnego depozytu w razie nieuzyskania 5% poparcia.

## Wyniki
- Komunistyczna Partia Federacji Rosyjskiej – 24,3%
- Jedność – 23,3%
- Ojczyzna-Cała Rosja – 13,35%
- Sojusz Sił Prawicowych – 8,5%
- Liberalno-Demokratyczna Partia Rosji – 6%
- Jabłoko – 5,95%

Reszta partii nie przekroczyła progu wyborczego. Do parlamentu dostało się 154 kandydatów niezależnych oraz członków mniejszych bloków wyborczych i partii. Frekwencja w czasie wyborów wyniosła ponad 62%.